# Passo del Brünig
Il passo del Brünig (in tedesco Brünigpass) è un valico alpino svizzero che collega Giswil (Semicantone di Obvaldo) con Meiringen (Canton Berna). Il servizio ferroviario che, attraverso il passo, collega Lucerna ed Interlaken è assicurato dalla Zentralbahn.
Dal punto di vista orografico il passo si trova nelle Prealpi Svizzere e separa le Prealpi Bernesi dalle Prealpi di Lucerna e di Untervaldo. A causa della sua quota non eccessivamente elevata, rispetto ad altri valichi svizzeri, il Brünig rimane aperto per buona parte dell'anno, salvo nevicate copiose. Rimane dunque la via più comoda per raggiungere l'Oberland bernese provenendo dalla Svizzera centrale quando il passo urano del Susten è chiuso.
Fa parte della strada nazionale 8, con caratteristiche semi-autostradali, salvo negli ultimi chilometri prima e dopo il passo.

## Curiosità
Il Passo del Brünig è una delle ambientazioni principali in cui si svolgono le vicende del celebre romanzo Tartarino sulle Alpi di Alphonse Daudet (Milano, Oscar Mondadori, 1981, p.209).